# Mertxe J. Badiola
Mertxe Jimeno Badiola (Santander, 22 de mayo de 1963) es una galardonada experta y divulgadora de las Tecnologías de la Información y de la Comunicación y materias STEM en el ámbito educativo, y profesora de bachillerato en Nazaret Fundazioa de San Sebastián.

## Trayectoria
Licenciada en Ciencias (UPV-EHU). Máster en Informática Educativa (UNED). Comenzó el doctorado en la UNED en el programa MODELTIC: Modelos didácticos, interculturalidad y aplicación de las nuevas tecnologías en las instituciones educativas, superando el periodo de docencia. Desde el año 2000, es profesora en el Colegio CPES “Nazaret” BHIP, centro concertado de San Sebastián (Guipúzcoa), donde es profesora en Bachillerato (Física y Química, Matemáticas y TICs).
Compagina su labor docente con la organización de diversas actividades, seminarios y jornadas con el fin de difundir las Tecnologías de la Información y Comunicación en el ámbito educativo: “Programación y robótica educativa, IA, RV e impresión 3D”, “La gamificación como herramienta de motivación en diferentes entornos”, MoodleMoot Spain 2011, Scratch Eguna 2012, MoodleMoot Euskadi 2014-2017, Kfeinnovación #kfe06 Sede Derio...
En el ámbito de Formación del Profesorado participa como docente realizando diseño, montaje y tutorización de cursos, en modalidades elearning y presencial de: Róbotica Educativa, Área Científico-Técnica STEAM y Matemáticas, Creación de Recursos Educativos Abiertos (REA), Web 2.0, Redes Sociales y Moodle, para planes formativos de diversos organismos y entidades: Formación en Red del Instituto de Tecnologías Educativas y Formación del Profesorado (INTEF), Plan PRESTGARA (antes GARATU) del Departamento de Educación del Gobierno Vasco, Asociación Kristau Eskola de centros educativos de Primaria y Secundaria, Asociación Hetel de Centros de Formación Profesional.
Es colaboradora del Proyecto eXeLearning del CEDEC. y del Blog “En la Nube TIC”. Pertenece a las asociaciones “Asociación ESPIRAL, educación y tecnología” y “Sociedad de Ciencias Aranzadi”. Es Coordinadora de la red E&P Sarea: Experimentar y compartir.
Ha participado en el desarrollo de proyectos de ámbito local y nacional como: Ikaskidetza Sarea. Red de Coaprendizaje: Ikaskuntza Informaleko Sarea / Red de Aprendizaje Informal. Proyecto de la Diputación Foral de Guipúzcoa IKASMINA Territorio de Aprendizaje; Elaconti. El animal contigo. Proyecto MEC; European Robotics Week. Semana Europea de la Robótica #ERW2015 - #ERW2016 - #ERW2017.
Ponente en diversos congresos y cursos de verano en el ámbito de las TIC, matemáticas y ciencias: Cursos de Verano - XXX - Uda Ikastaroak. Cursos Europeos - XXIII - Europar Ikastaroak, I Jornadas Estatales de Aprendizaje Basado en Proyectos y Metodologías Activas, 15 Jornadas sobre el aprendizaje y enseñanza de las matemáticas.
Desde 2014 es gerente de la empresa Multimedia Educativa SLU formada por docentes y personas que llevan ya tiempo en las redes sociales y el mundo e-learning.

## Premios y reconocimientos
- Premio “Mejor web gipuzkoana 2012” en la Categoría “Uso de las TICs en la Escuela”. Organizado por Diario Vasco.[15]
- Menciones en la “Red de Buenas Prácticas 2.0” del INTEF: Site “Las Ciencias y Moodle”.[6]